# العلاقات المجرية السريلانكية
العلاقات المجرية السريلانكية هي العلاقات الثنائية التي تجمع بين المجر وسريلانكا.

## مقارنة بين البلدين
هذه مقارنة عامة ومرجعية للدولتين:
| وجه المقارنة                                              | المجر                                                       | سريلانكا                         |
| --------------------------------------------------------- | ----------------------------------------------------------- | -------------------------------- |
| المساحة (كم2)                                             | 93.04 ألف                                                   | 65.61 ألف                        |
| عدد السكان (نسمة)                                         | 9.78 مليون                                                  | 21.44 مليون                      |
| الكثافة السكانية (ن./كم²)                                 | 105.12                                                      | 326.78                           |
| العاصمة                                                   | بودابست                                                     | سري جاياواردنابورا كوتي، كولمبو  |
| اللغة الرسمية                                             | لغة مجرية                                                   | اللغة السنهالية، اللغة التاميلية |
| العملة                                                    | فورنت مجري                                                  | روبية سريلانكي                   |
| الناتج المحلي الإجمالي (بليون دولار)                      | 139.14 مليار                                                | 87.17 مليار                      |
| الناتج المحلي الإجمالي (تعادل القوة الشرائية) بليون دولار | 260.42 مليار                                                | 246.62 مليار                     |
| الناتج المحلي الإجمالي الاسمي للفرد دولار أمريكي          | 12.36 ألف                                                   | 3.93 ألف                         |
| الناتج المحلي الإجمالي للفرد دولار أمريكي                 | 25.07 ألف                                                   | 11.11 ألف                        |
| مؤشر التنمية البشرية                                      | 0.828                                                       | 0.757                            |
| رمز المكالمات الدولي                                      | +36                                                         | +94                              |
| رمز الإنترنت                                              | .hu                                                         | .lk،                             |
| المنطقة الزمنية                                           | ت ع م+01:00، ت ع م+02:00، أوروبا/بودابست ‏، توقيت وسط أوروبا | ت ع م+05:30                      |

## منظمات دولية مشتركة
يشترك البلدان في عضوية مجموعة من المنظمات الدولية، منها:
| علم المنظمة | اسم المنظمة                               | تاريخ انضمام المجر | تاريخ انضمام سريلانكا |
| ----------- | ----------------------------------------- | ------------------ | --------------------- |
|             | مؤسسة التنمية الدولية                     | 29 أبريل 1985      | 27 يونيو 1961         |
|             | يونسكو                                    | 14 سبتمبر 1948     | 14 نوفمبر 1949        |
|             | وكالة ضمان الاستثمار متعدد الأطراف        | 21 أبريل 1988      | 27 مايو 1988          |
|             | الأمم المتحدة                             | 14 ديسمبر 1955     | 14 ديسمبر 1955        |
|             | الاتحاد البريدي العالمي                   | ?                  | ?                     |
|             | البنك الدولي للإنشاء والتعمير             | 7 يوليو 1982       | 29 أغسطس 1950         |
|             | الاتحاد الدولي للاتصالات                  | 1866               | 1897                  |
|             | منظمة حظر الأسلحة الكيميائية              | ?                  | ?                     |
|             | مؤسسة التمويل الدولية                     | 29 أبريل 1985      | 20 يوليو 1956         |
|             | المركز الدولي لتسوية المنازعات الاستشارية | 6 مارس 1987        | 11 نوفمبر 1967        |
|             | منظمة التجارة العالمية                    | 1995               | ?                     |
|             | منظمة الشرطة الجنائية الدولية             | ?                  | ?                     |

## وصلات خارجية
- موقع وزارة الخارجية المجرية
- موقع وزارة الخارجية السريلانكية